# Pasqual Fuentes i Alcàsser
Pasqual Fuentes i Alcàsser (Aldaia, l'Horta, 1721 - València, 1768) va ser un mestre de capella i compositor valencià.
Va ser infant de cor de la catedral de València el 1731. El 1746 obtingué una plaça de tenor a la catedral d'Allbarrasí i el mateix any esdevingué mestre de capella de Sant Andreu de València. El 1757 fou nomenat mestre de capella de la catedral de València on succeí a Josep Pradas. Va ser membre del tribunal d'oposicions per substituir l'organista Vicenç Rodríguez Monllor. Fou un autor prolífic amb prop de tres-centes obres, la major part de les quals en l'estil italià propi del moment, i se serví de violins, oboès, flautes, trompes, orgue i acompanyament. En els seus villancets es troben normalment seguidillas, tonadillas i minuets juntament amb recitats i àries.

## Obres
- Resuenen armoniosos los clarines. Vilancet al naiximent[6]
- Querubines encendidos. Vilancet al Santissim Sagrament (A 5v i Ac)[7]
- Para obsequiar al Héroe más glorioso. Vilancet al naiximent
- Lamentació 2a de Dissabte Sant, a solo d'Alt amb violins i baix
- Lamentació 4a de Dissabte Sant
- Misa brevis en Fa M (A 4 i 8 v, Vl, Ob, Tp i Org)
- Domina mea (A 9 v i Ac)
- ¡Ah! de la cuna del sol (A 4 v i Ac)
- Venid a la luz (A 3 v i Ac)
- 1719: Escuadrón de celestes (A 6 v i Ac)
- 1729: Plaudant nun organis Maria (A 8 v i Ac)
- 1744: Alientos mortales (A 8 v i Ac)